# Nezirovići
Nezirovići su naseljeno mjesto u općini Busovača, Federacija Bosne i Hercegovine, BiH.

## Stanovništvo

### 1991.
Nacionalni sastav stanovništva 1991. godine, bio je sljedeći:
ukupno: 193
- Hrvati - 131
- Muslimani - 58
- Srbi - 1
- ostali, neopredijeljeni i nepoznato - 3

### 2013.
Nacionalni sastav stanovništva 2013. godine, bio je sljedeći:
ukupno: 135
- Bošnjaci - 111
- Hrvati - 18
- ostali, neopredijeljeni i nepoznato - 6